# Marie Laforge
Pour les articles homonymes, voir Laforge.
Marie Laforge (née Pauline Henriette Marie Gaudo-Paquet à Pontcharra le 24 mai 1865 et morte en 1942) est une artiste peintre et miniaturiste française.

## Biographie
Née à Pontcharra, Marie Laforge est élève de Gabrielle Debillemont-Chardon (1860-1957), peintre miniaturiste, et de Jules Lefebvre (1834-1912), Tony Robert-Fleury (1837-1912), Marcel Baschet (1862-1941) et François Schommer (1850-1935).
Sociétaire de la Société des artistes français depuis 1889, elle enseigne son art à Paris à l'Académie Julian.

## Salons
- Salon des artistes français de 1889 à 1921.
- 1910 : Royal Society of Miniature Painters de Londres.

## Récompenses
- 1903 : médaille de 3e classe au Salon des artistes français.
- 1920 : médaille d'or au Salon des artistes français.

## Élèves notables
- Alice Bastide.
- Léonie Humbert-Vignot (1878-1960).
- Laurence Delobel-Faralicq.

## Œuvres dans les collections publiques
- Paris, musée du Louvre, département des Arts graphiques :
  - Portrait de femme, miniature sur ivoire[4]
  - Portrait de Mademoiselle B., 1904, miniature sur ivoire[5]